# Depthx

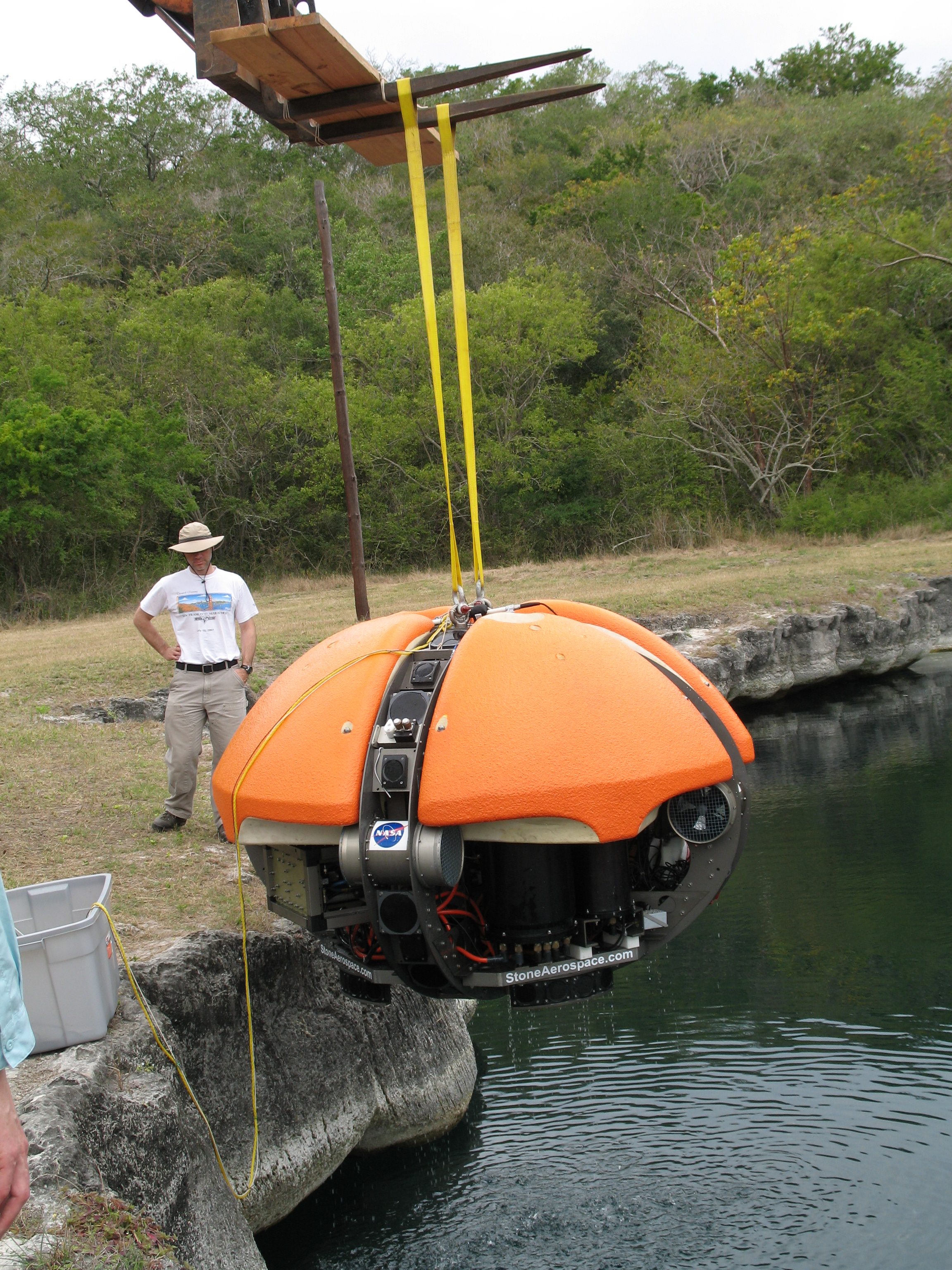
Deep Phreatic Thermal Explorer

Depthx är en undervattensrobot utvecklad av NASA. Roboten är tänkt som ett utvecklingsprojekt inför planerade utforskningsresor till en av Jupiters månar med namnet Europa.